# Great Mongeham
Great Mongeham är en ort och civil parish i grevskapet Kent i sydöstra England. Orten ligger i distriktet Dover, strax väster om Deal. Tätorten (built-up area) hade 373 invånare vid folkräkningen år 2021.